# Burni Gajah (berg i Indonesien, lat 4,11, long 97,39)
Burni Gajah är ett berg i Indonesien.   Det ligger i provinsen Aceh, i den västra delen av landet, 1 600 km nordväst om huvudstaden Jakarta. Toppen på Burni Gajah är 1 970 meter över havet. Burni Gajah ingår i Van Daalen Mountains.
Terrängen runt Burni Gajah är kuperad norrut, men söderut är den bergig.  Trakten runt Burni Gajah är nära nog obefolkad, med mindre än två invånare per kvadratkilometer. I omgivningarna runt Burni Gajah växer i huvudsak städsegrön lövskog.